# Varnkatagh
Miqrelalay
Varnkatagh (en arménien Վարնկաթաղ, en azéri Miqrelalay) est une communauté rurale de la région de Martakert, au Haut-Karabagh. Elle compte 68 habitants en 2005.